# Crime City
Crime City (クライムシティ?, Kuraimu Shiti) è un videogioco arcade sviluppato e pubblicato dalla Taito nel 1989. Si tratta di uno spin-off di Chase H.Q., infatti i protagonisti di questo titolo sono i poliziotti Tony Gibson e Raymond Broady, i quali danno la caccia ai criminali a piedi anziché con l'auto.
È stato emulato per la prima volta nel 2023 sul Taito Egret II Mini, un cabinato miniaturizzato dedicato al retrogaming contenente circa settanta preinstallati classici della compagnia.

## Modalità di gioco
Crime City è uno sparatutto con piattaforme a scorrimento orizzontale, ove nel quale vengono controllati i poliziotti Tony Gibson e Raymond Broady (affidati rispettivamente al primo e al secondo giocatore).
Il gioco è composto da sei livelli ambientati in diverse zone della pericolosa città di Crime City, popolata da criminali dediti ad attività illegali di ogni tipo. Tony e Raymond, per avanzare in un livello devono sparare a qualunque delinquente che incrociano sul loro cammino. Entrambi possono anche accovacciarsi per evitare gli attacchi sparati dai nemici. Arrivando alla fine incontrano come boss il leader della situazione che, una volta sconfitto, verrà arrestato e consegnato alla giustizia.
I due personaggi giocanti dispongono di tre vite iniziali e di una barra della salute. L'arma primaria di ciascuno è una semplice pistola, la quale può essere sostituita con armi extra (come ad esempio il fucile d'assalto) ottenibili procedendo lungo il livello. Tuttavia, tutte le armi nel gioco non hanno munizioni infinite, quindi è necessario raccogliere delle ricariche rilasciate dai nemici uccisi. Se le munizioni dovessero esaurirsi non si ha altra scelta che eliminarli a suon di calci e pugni, oppure lanciare contro di essi un oggetto trovabile come gli scatoloni, le torce, i botti di legno, ecc.

## Accoglienza
In Giappone, la rivista Game Machine elencò Crime City nel numero del 15 ottobre 1989 come la dodicesima unità arcade di maggior successo del mese.